# 大克里姆林宮
大克里姆林宮（羅馬化：Bolshoy Kremlyovskiy dvorets）是位於俄羅斯莫斯科克里姆林宮內的一座建築。大克里姆林宮是正式外交儀式，和俄罗斯国内最高仪式（如总统就职典礼）的举办場地。此外，作为大克林姆林宫一部分的特雷姆宫也是俄羅斯總統的官邸（尽管實際上很少發揮官邸的作用）。

## 历史
修建於1837年至1849年期間，其前身建築是沙皇在莫斯科的宮殿。大克里姆林宮長125米，高47米，內部面積約25,000平方米。

## 建筑
大克林姆林宫包括三个主要建筑，中央宫、多棱宫和特雷姆宫。狭义上大克林姆林宫也指中央宫。
中央宫内部有四个大厅，以四个俄罗斯帝国时期的国家荣誉勋章命名：圣安德烈、圣乔治、圣亚历山大·涅夫斯基和圣弗拉基米尔。
55°45′00″N 37°36′57″E / 55.75°N 37.6158°E